# Windmolens in Nederland

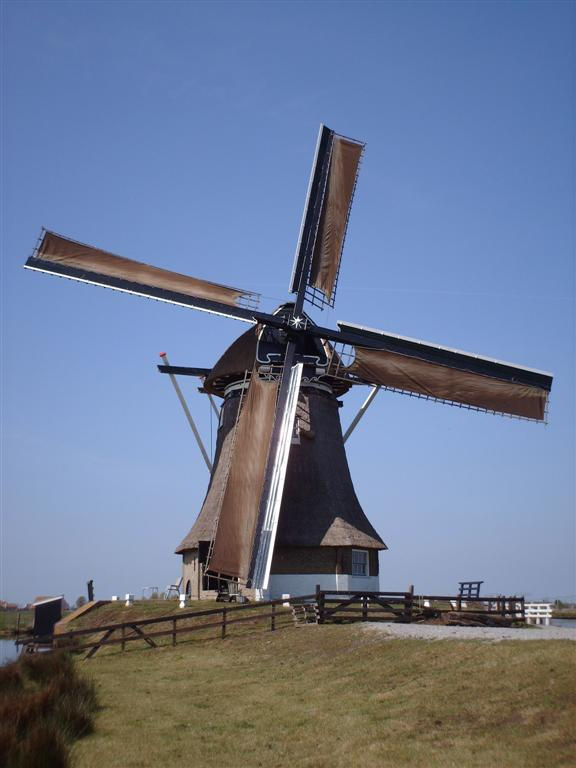
Grevensmolen, Vegelinsoord

In Nederland staan circa 1200 windmolens, waarvan er vele maalvaardig zijn. De beroemdste molenlocatie is Kinderdijk, waar in een klein gebied veel poldermolens te vinden zijn. De Zaanse Schans heeft diverse typen molens, evenals de gemeente Alblasserwaard. De Drooggemaakte Polder aan de Westzijde te Aarlanderveen wordt nog steeds alleen met de wind door een molenviergang bemalen. Leiden en Amsterdam hebben elk negen molens. De oorspronkelijk twintig Schiedamse molens behoren tot de hoogste ter wereld.
N.B.: Vanwege de zeer grote hoeveelheid gegevens zijn de molens per provincie in lijsten opgenomen. Op de lijst van windmolens in Nederland is een totaaloverzicht beschikbaar, maar deze pagina kan door zijn omvang op sommige computers zeer veel tijd nodig hebben om geladen worden.